# قلعه کیسای

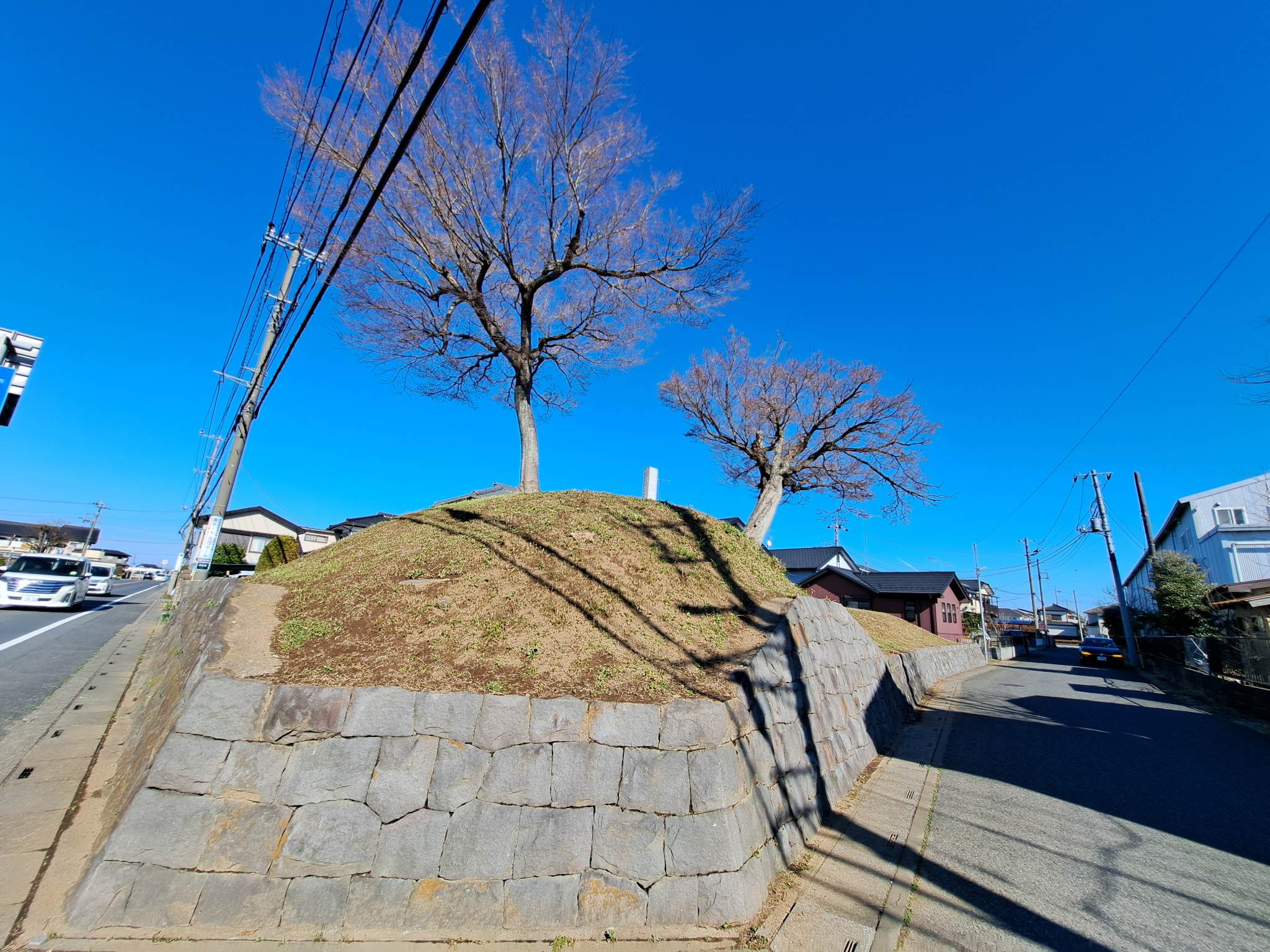

قلعه کیسای (به ژاپنی: 騎西城 きさいじょう); یک قلعه ژاپنی است که در شهر کازو، سایتاما، استان سایتاما واقع شده است.